# Sonia Livingstone
Sonia Livingstone (30 de abril de 1960) es una profesora de Psicología Social y directora del Departamento de Medios de comunicación y Comunicaciones en la London School o Economics and Political Science.

## Trayectoria
Sonia Livingstone es graduada en Psicología por la University College London y doctora en Psicología por la Universidad de Oxford. Su tesis doctoral fue financiada por el Consejo de Investigación Económico y Social y abordó el "conocimiento social y la estructura de programa en representaciones de caracteres televisivos". En 1990, Sonia Livingstone entró en la London School of Economics (LSE) en el Departamento de Psicología Social como profesora ayudante. Desde 2003 es profesora en el Departamento de Medios de Comunicación y Comunicaciones en la LSE.
Ha sido profesora visitante en las Universidades de Bergen, Copenhague, Harvard, Illinois, Milán, París II, y Estocolmo. Forma parte de consejos editoriales de varias revistas de referencia en sus ámbitos de investigación. De 2007 a 2008, fue Presidenta de la International Communication Association (ICA).
Su ámbito de investigación principal han sido la infancia, los medios de comunicación e Internet. Livingstone dirige la red internacional de investigación EU Kids Online. Su objetivo es mejorar el conocimiento de las oportunidades, riesgos y seguridad en línea de los niños europeos. Utiliza múltiples métodos para mapear la experiencia de Internet de la infancia y sus familia, en diálogo con agentes políticos nacionales y europeos.

## Obras
Es autora o coautora de una veintena de libros y más de un centenar de artículos científicos y capítulos académicos. Entre sus libros más conocidos están "Making Sense of Television, Young People and New Media",, "Children and their Changing Media Environment" o "The Class: Living and Learning in the Digital Age".

## Premios y reconocimientos
- Participante en el Centro Berkman Klein para Sociedad & Internet en la Universidad de Harvard (2013-2014).[8]
- Sonia Livingstone recibió en 2014 el título de Oficial del Imperio Británico (OBE) por sus servicios a la infancia y a la seguridad de la infancia en Internet.[9]

- Doctora Honoris Causa por la Universidad del País Vasco en 2017.[10]